# Deep French Kiss
Pour les articles homonymes, voir DFK.
DFK (abréviation de l'anglais Deep French Kiss) désigne un baiser profond avec participation de la langue. Cette abréviation est utilisée par les prostituées et autres travailleurs du sexe dans les médias écrits tel internet et les journaux, afin d'indiquer qu'ils ou elles offrent ce service lors d'échanges sexuels rémunérés. Ce comportement expose prostitué et client à des infections transmissibles par la salive, telle l'herpès.
Bien que ce sigle soit anglais, il est largement utilisé dans le monde francophone. Cette offre de service peut être considérée comme une variante avancée du Girlfriend experience (GFE).